# Antelo

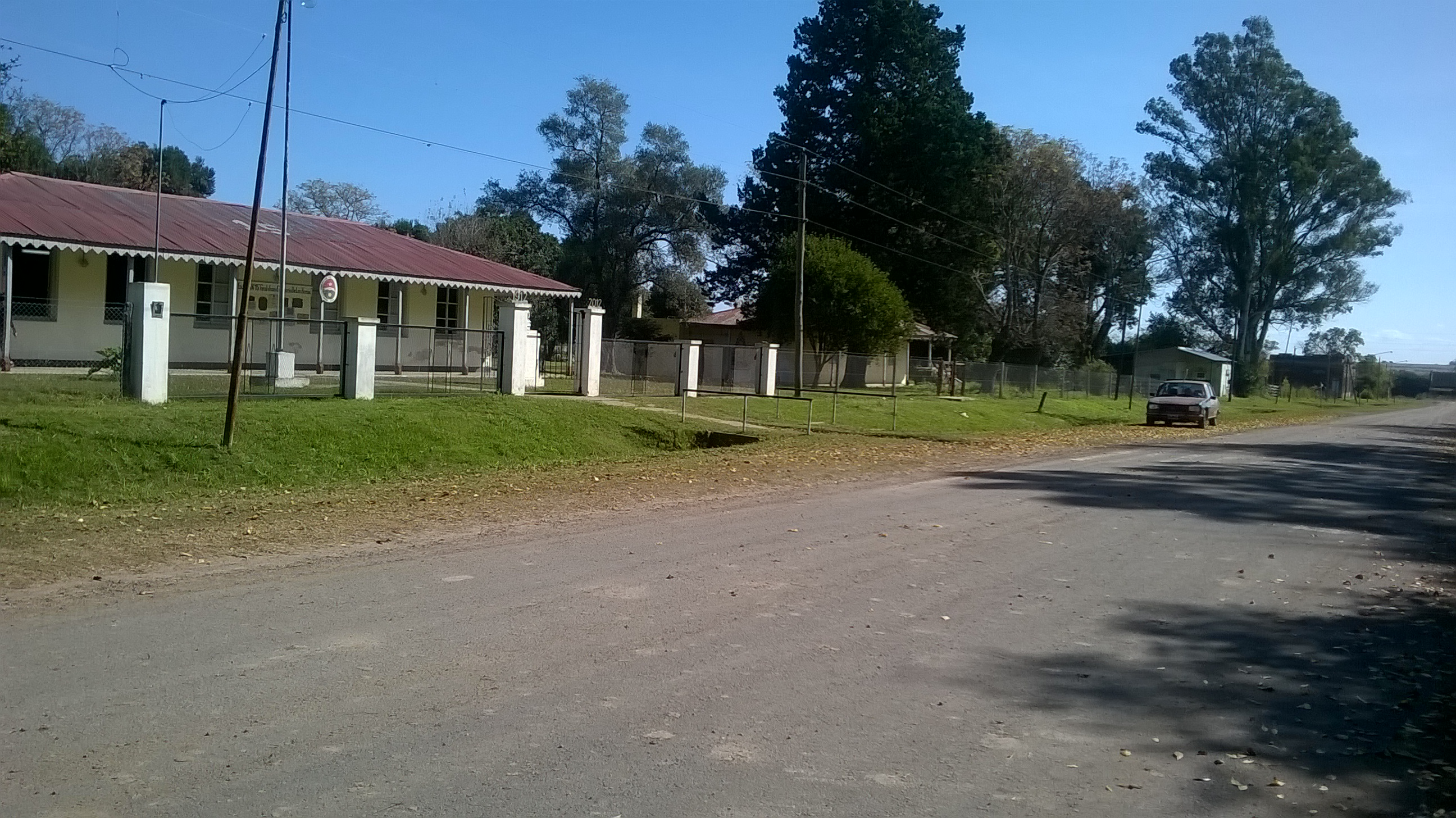
escola de Antelo

Antelo é uma junta de governo da província de Entre Ríos, na Argentina.